# Villaspeciosa
Villaspeciosa – miejscowość i gmina we Włoszech, w regionie Sardynia, w prowincji Sud Sardegna.
Według danych na rok 2004 gminę zamieszkiwało 1945 osób, 72 os./km². Graniczy z Decimomannu, Decimoputzu, Siliqua i Uta.